# Могила из песка
«Моги́ла из песка́» (хинди रेत समाधि, Рет сама̄дхи) или «Моги́ла с песко́м» — роман на языке хинди, написанный индийской писательницей Гитанджали Шри в 2018 году.

## Сюжет
В романе рассказывается о жизни главной героини — 80-летней женщины Ма, впавшей в депрессию после смерти мужа. Ма решает поехать в Пакистан, столкнувшись с травмой, которая оставалась неразрешённой с тех пор, как она была подростком, пережившим беспорядки при разделе Британской Индии. Эта история вымышлена.

## Переводы и премии
Роман был впервые переведён на французский в 2020 переводчиком Анни Монто (фр. Annie Montaut). В следующем году он стал номинантом французской «Премии Эмиль Гиме за азиатскую литературу» (фр. Prix Émile-Guimet de littérature asiatique). 
В 2020 году американка Дейзи Рокуэлл перевела роман на английский, и спустя два года он стал первым романом, переведённым с языка хинди-урду и получившим Международную Букеровскую премию.